# 한국 민속
한국 민속의 일부로 간주되는 이야기와 관습은 수천 년 전으로 거슬러 올라간다. 이 이야기는 샤머니즘, 유교, 불교, 그리고 최근에는 기독교를 포함한 다양한 기원에서 유래한다.
많은 민속 전통이 마을과 같은 농촌 지역에서 발전했다. 이는 종종 가구 및 농업과 관련이 있으며 가족 및 공동 유대를 강화한다. 민담의 공연은 이를 반영하며, 공연자들은 종종 청중의 참여를 격려하고 이끌어낸다. 전통과 이야기는 구전으로 전해졌지만, 서면 사례는 5세기부터 나타나기 시작했다.
많은 전통이 덜 실천되거나 현대화되었지만, 민속은 여전히 한국 사회에 깊숙이 자리 잡고 있으며 종교, 이야기, 예술, 관습과 같은 분야에 계속해서 영향을 미치고 있다.

## 같이 보기
- 한국의 문화
- 한국 신화